# Robert Krieps
Robert Krieps (n. 15 octombrie 1922, Dalheim – d. 1 august 1990) a fost un om politic luxemburghez, membru al Parlamentului European în perioada 1989-1994 din partea Luxemburgului. 